# Hymedesmia basiclavata
Hymedesmia basiclavata är en svampdjursart som beskrevs av Topsent 1928. Hymedesmia basiclavata ingår i släktet Hymedesmia och familjen Hymedesmiidae. Inga underarter finns listade i Catalogue of Life.